# Leucania coreana
Leucania coreana är en fjärilsart som beskrevs av Matsumura 1926. Leucania coreana ingår i släktet Leucania och familjen nattflyn. Inga underarter finns listade i Catalogue of Life.